# Radin Inten II Airport
Radin Inten II Airport är en flygplats i Indonesien.   Den ligger i provinsen Lampung, i den västra delen av landet, 210 km nordväst om huvudstaden Jakarta. Radin Inten II Airport ligger 96 meter över havet.
Terrängen runt Radin Inten II Airport är platt. Runt Radin Inten II Airport är det tätbefolkat, med 383 invånare per kvadratkilometer. Omgivningarna runt Radin Inten II Airport är en mosaik av jordbruksmark och naturlig växtlighet.